# Jancaea
Jancaea é um género botânico pertencente à família Gesneriaceae.

## Sinonímia
Jankaea

## Espécies
Jancaea heldreichii

## Nome e referências
Jancaea Boiss.